# SuperH

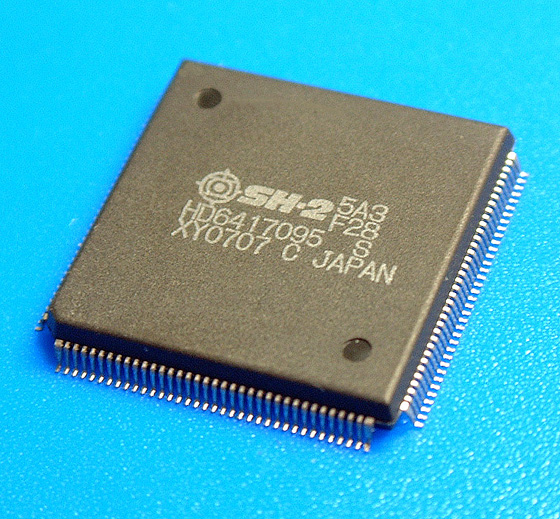
Een SH-2 processor.

SuperH (of SH) is een 32 bits RISC processorarchitectuur ontwikkeld vanaf begin jaren 1990 door Hitachi. Sinds de fusie van Hitachi met Mitsubishi in 2003 worden de chips geproduceerd door Renesas. SH wordt toegepast in microcontrollers en microprocessors voor geïntegreerde systemen.
In 2015 zijn de oorspronkelijke patenten van de SuperH-architectuur verlopen. Het wordt opnieuw geïmplementeerd als open source onder de naam J2.

## Modellen
In totaal zijn er tot op heden vijf generaties van de processorarchitectuur uitgebracht.

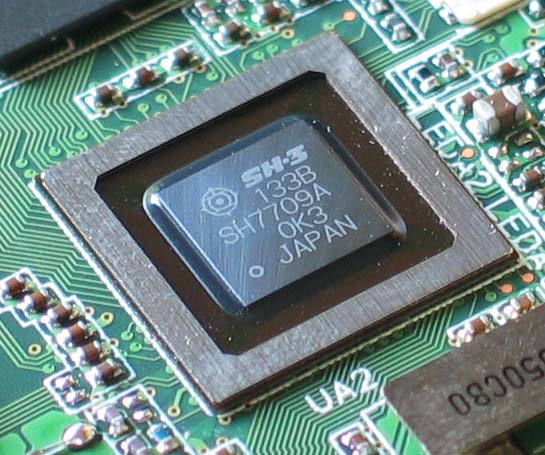
Een Hitachi SH-3 processor.

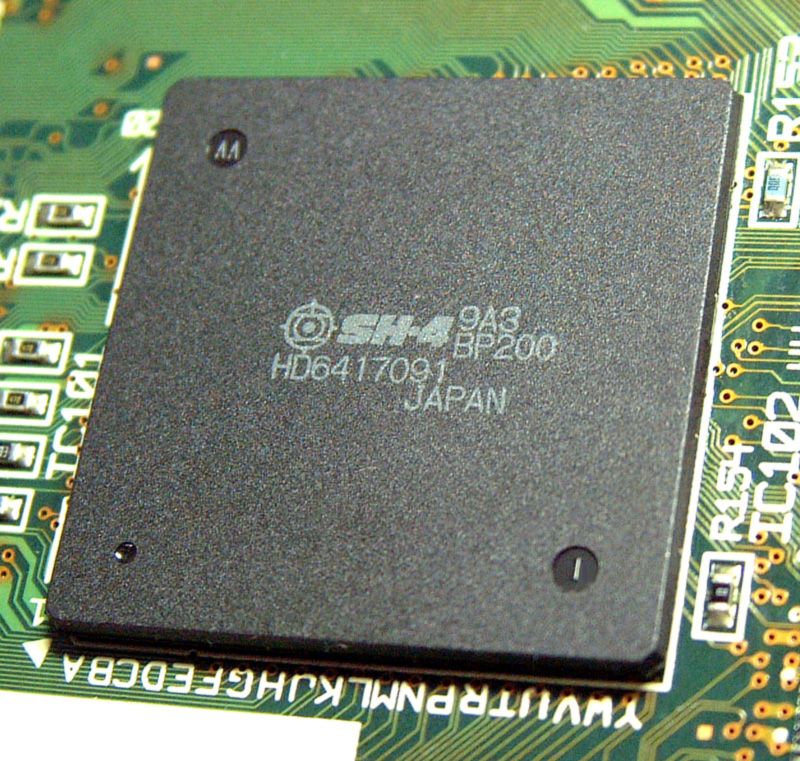
Een Hitachi SH-4 processor.

### SH-1
De SH-1 is een klassieke 32 bit processor met een maximale klokfrequentie van 20 MHz, en wordt toegepast in de Sega Saturn, een ISDN-adapter en een analoge modem van ELSA.

### SH-2
De SH-2 komt grotendeels technisch overeen met de SH-1 maar loopt op een snelheid van 28,7 MHz. Toegepast in onder andere de Sega Saturn (hoofdprocessor), de Sega 32X, en in enkele arcademachines. Voor ingebedde systemen is de SH-2 vooral in de auto-industrie terug te vinden.
Een speciale versie is de SH-2A met extra instructies, en de mogelijkheid meerdere instructies gelijktijdig uit te voeren via twee vijftraps pijplijnen.

### SH-3
Net als de voorgangers is de SH-3 ook een 32 bits processor die op een kloksnelheid van 200 MHz draait. De SH-3 heeft een ingebouwde memory management unit (MMU) en kwam uit in 1993.
Een speciale versie is de SH3-DSP, die vooral in mobiele telefoons en als digitale signaalprocessor in de Korg Electribe MX wordt toegepast, en tot op heden nog wordt verkocht en doorontwikkeld.

### SH-4
De SH-4 is een 32 bits microprocessor met geïntegreerde 128 bits floating-point unit (FPU) die werd geïntroduceerd in 1998. De SH-4 draait net als de SH-3 op een kloksnelheid van 200 MHz, en is in staat tot 360 MIPS (miljoen instructies per seconde) en 1,4 miljard gigaFLOPS. Wordt toegepast in de Sega Dreamcast, de Sega NAOMI, en in multimediasystemen van onder meer Mercedes-Benz en BMW.

### SH-5
De SH-5 is de eerste 64 bits processor in de SuperH-serie, en bevat een 128 bits FPU met vectorfunctie. De SH-5 is ontworpen voor multimediasystemen, maar is nooit daadwerkelijk toegepast in commerciële apparatuur.